# 萨尔特省
萨尔特省（法語：Sarthe，法語發音：[saʁt] ⓘ）是法國卢瓦尔河地区大区所轄的省份，得名于萨尔特河。該省編號為72。萨尔特省是法国大西部的入口，连接卢瓦尔河谷、布列塔尼和巴黎盆地。萨尔特省是法国西部森林面积最大的地方，真正的绿色宝库。她有长达5000公里的带路标的不同类型徒步道路，长达4000公里的适合水上运动的河流。